# Kosmosiphon azureus
Kosmosiphon azureus är en akantusväxtart som beskrevs av Gustav Lindau. Kosmosiphon azureus ingår i släktet Kosmosiphon och familjen akantusväxter. Inga underarter finns listade i Catalogue of Life.